# Nokia 9300
Nokia 9300 — смартфон серії «Nokia Communicator», побудований для програмної платформи Nokia Series 80 (Symbian) і вперше представлений у 2004 році. У складеному стані виконував роль звичайного мобільного телефона (хоча й досить габаритного), а у відкритому — перетворювався на маленький комп'ютер із кольоровим екраном із роздільною здатністю 640 × 200 та алфавітною клавіатурою. Гучномовний зв'язок активується автоматично при розкриванні апарата. Містить програму-програвач MP3-файлів.
Nokia 9300 випущений невдовзі після Nokia 9500 Communicator. Незважаючи на те, що ці дві моделі дуже схожі, Nokia не використовувала слово «communicator» у маркетинговій кампанії для 9300.

## Відмінності від комунікатора Nokia 9500
- Менші розміри — 132 × 51 × 21 мм порівняно з 148 × 57 × 24 мм у моделі 9500.
- Фізично невеликий екран із роздільною здатністю як у моделі 9500, який можна повертати на 180 градусів.
- Відсутність Wi-Fi, за винятком версії 9300i, де Wi-Fi було знову додано[5].
- Відсутність вбудованої камери.
- Менша місткість акумуляторної батареї — 970 мА·год (батарея BP-6M), у пізніших версіях 1100, порівняно з батареєю BP-5L комунікатора 9500, що має місткість 1300 мА·год[6].

В іншому телефон технічно майже не відрізняється від моделі 9500: обидві моделі мають однаковий ARM-процесор із тактовою частотою 150 МГц, слот для картки MMC, однаковий обсяг оперативної пам'яті й однаковий екран. Також використовується одна й та ж версія Symbian.

## Галерея

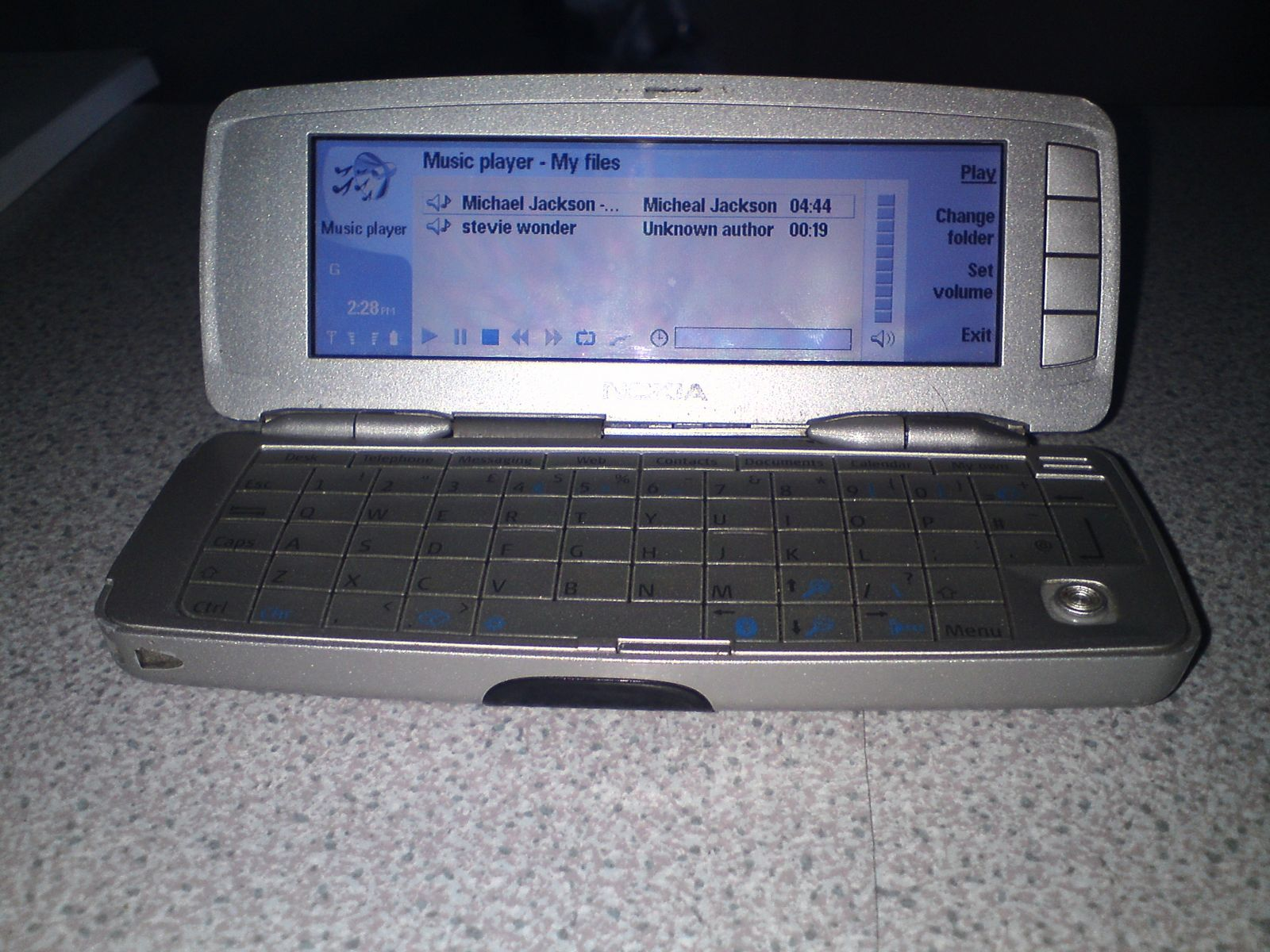
Комунікатор у відкритому стані
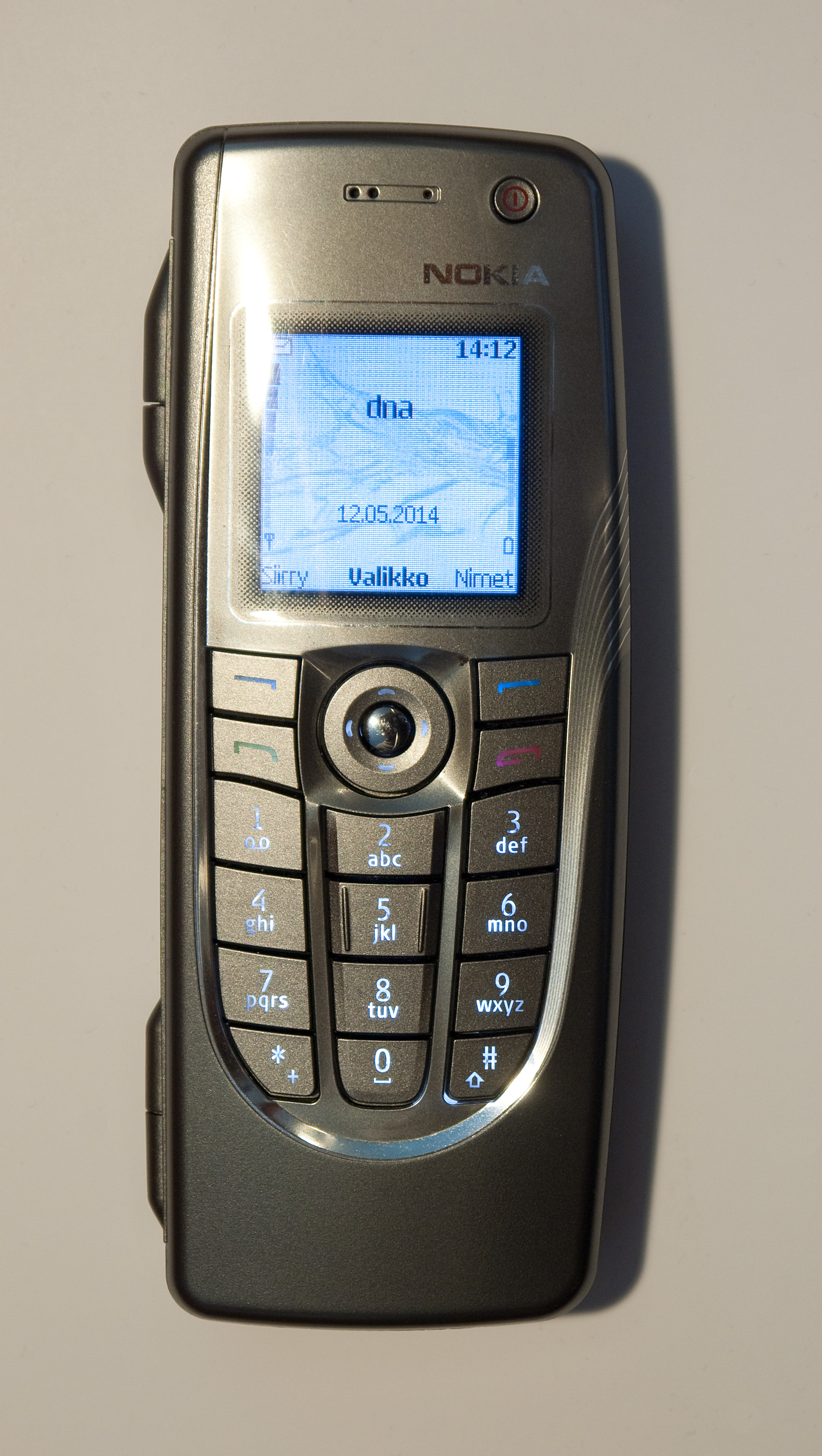
Комунікатор у закритому стані